# BID
BID (англ. BH3 interacting domain death agonist) – білок, який кодується однойменним геном, розташованим у людей на короткому плечі 22-ї хромосоми. Довжина поліпептидного ланцюга білка становить 195 амінокислот, а молекулярна маса — 21 995.
| 10         |  | 20         |  | 30         |  | 40         |  | 50         |
| ---------- |  | ---------- |  | ---------- |  | ---------- |  | ---------- |
| MDCEVNNGSS |  | LRDECITNLL |  | VFGFLQSCSD |  | NSFRRELDAL |  | GHELPVLAPQ |
| WEGYDELQTD |  | GNRSSHSRLG |  | RIEADSESQE |  | DIIRNIARHL |  | AQVGDSMDRS |
| IPPGLVNGLA |  | LQLRNTSRSE |  | EDRNRDLATA |  | LEQLLQAYPR |  | DMEKEKTMLV |
| LALLLAKKVA |  | SHTPSLLRDV |  | FHTTVNFINQ |  | NLRTYVRSLA |  | RNGMD      |

A: Аланін

C: Цистеїн

D: Аспарагінова кислота

E: Глутамінова кислота

F: Фенілаланін

G: Гліцин

H: Гістидин

I: Ізолейцин

K: Лізин

L: Лейцин

M: Метіонін

N: Аспарагін

P: Пролін

Q: Глутамін

R: Аргінін

S: Серин

T: Треонін

V: Валін

W: Триптофан

Кодований геном білок за функцією належить до фосфопротеїнів. 
Задіяний у таких біологічних процесах, як апоптоз, ацетилювання, альтернативний сплайсинг. 
Локалізований у цитоплазмі, мембрані, мітохондрії.